# Alphonse Du Breuil
Alphonse Du Breuil (o Dubreil; Rouen, 21 ottobre 1811 – Rouen, 19 aprile 1890) è stato un botanico francese.
Nel Jardin des Plantes de Rouen ha iniziato la prima scuola per la cura degli alberi da frutto. Dal 1853 è stato professore di arboricoltura presso il Conservatorio des Arts et Métiers di Parigi, e dal 1848 è stato professore di agricoltura presso l'École d'Agriculture.

## Biografia
Nel 1848, è stato docente di Agraria presso la Facoltà di Agraria e di Economia rurale del dipartimento della Senna Marittima, nonché professore di Arboricoltura al Jardin des Plantes de Rouen e responsabile della Scuola Primaria di Rouen. Ha presentato al Ministro dell'Agricoltura e del Commercio un progetto di decreto per l'insegnamento di orticoltura, che, tuttavia, è rimasta incompiuta.
Nel 1853, è stato docente di Arboricoltura del Conservatoire des arts et métiers di Parigi. Egli è stato accusato dal Ministero dell'Agricoltura perché volevano che fornisse lezioni sulla frutticoltura in tutti i reparti del distretto. Ha dato questo corso fino al 1870. Nel 1867, lui e Jean Darcel sono stati assunti come capi ingegneri, del dipartimento, di ponti e strade, responsabili della fornitura dei giardini, sentieri e delle passerelle di Parigi; e anche della responsabilità della arboricoltura, municipale e dipartimentale, per l'intera regione di Parigi. È stato il fondatore dell'Arboretum de l'école du Breuil.
Si ritirò nel 1883 e morì a Rouen nel 1890.

## Opere
- Culture perfectionnée et moins coûteuse du vignoble,, Paris: Garnier, Masson, 1863.
- Les Vignobles et les arbres à fruits à cidre. L'olivier, le noyer, le mûrier et autres espèces économiques, Paris: Masson, Garnier, 1875.

Altre opere
- Amélioration des cidres, copie d'une lettre adressée à M. le préfet de la Seine-Inférieure di A. du Breuil and J. Girardin. Rouen: Printed by N. Periaux, 1841, 6 pag.
- Note sur deux nouvelles formes applicables aux arbres fruitiers en espaliers. di A. Du Breuil. A Paper read at the 'Central Society of Horticulture' of Rouen at its meeting of 3 September 1842. Rouen: Printed by Vve F. Marie, [1842], 11 pag.
- Protestation contre l'élévation des droits sur le cidre et le poiré à l'octroi de Rouen,, signed: J. Girardin, Alph. Du Breuil. Rouen: Printed by A. Papp, [1844],7 pages.
- Enquête sur le cidre faite à Saint-Pierre-sur-Dives, le 6 octobre 1845 Caen: printed by H. Le Roy, 1846, 41 pages. Illustrations: thumbnail on title page and 4 plates, in the text.
- Cours élémentaire théorique et pratique d'arboriculture, contenant l'étude des pépinières d'arbres et d'arbrisseaux forestiers, fruitiers et d'ornement; celle des plantations d'alignement forestières et d'ornement; la culture spéciale des arbres à fruits à cidre et de ceux à fruits de table; précédé de quelques notions d'anatomie et de physiologie végétales; ouvrage destiné aux élèves des écoles normales primaires, aux propriétaires et aux jardiniers du nord, de l'est et de l'ouest de la France. di A. Du Breuil. Paris: Victor Masson and Langlois and Leclercq, 1846, 613 pages, with frontispiece and figures in the text.
- Con Jean Pierre Louis Girardin, Cours élémentaires d'agriculture, Paris: Langlois and Leclercq, and V. Masson, 1850-1852, 2 volumes.
- Des moyens de combattre le blanc de la vigne. Du Breuil. Paris: Printed by E. Duverger. Undated [1851]. 4 pag.
- Instruction élémentaire sur la conduite des arbres fruitiers di Mr. A. Du Breuil. Paris: Langlois and Leclercq, 1854, 180 pages, with figures in the text.
- Cours élémentaire d'arboriculture et de viticulture, résumé du cours public gratuit fait par M. André Menet. . Mulhouse: Printed by P. Baker, 1859, 88 pag.
- Culture des arbres et arbrisseaux à fruits de table di Mr. A. Du Breuil. Paris: V. Masson and sons, 1868, 737 pages, with figures in the text.
- Cours d'arboriculture professé à la Société d'horticulture de Saint-Quentin, di Mr. Du Breuil, and a summary by Mr. Georges Lecocq. Saint-Quentin: printed by L. Magnier Sons, 1873, 86 pages.
- Époque relative du bourgeonnement des principaux cépages français, di A. Du Breuil. Paris: J. Tremblay, 1880, 12 pag. (Excerpted from the Annales de l'Institut national agronomique, number 3, 1878-1879).
- Principes généraux d'arboriculture. Anatomie et physiologie végétales. Agents de la végétation. Pépinières. Greffes. Di Mr A. Du Breuil. Paris: G. Masson and Garnier brothers, 1884, 267 pages, with figures in the text.